# Bernhard Kuiper
Bernhard Jannes Kuiper (* 30. August 1907 in Möhlenwarf; † 3. Februar 1988 in Leer) war ein deutscher Architekt und SS-Obersturmführer. Er war maßgebend an den Bauleistungen für das KZ Esterwegen, das KZ Sachsenhausen, das KZ Flossenbürg und mehrere Lager für Strafgefangene im Emsland beteiligt. Zum Ende des Zweiten Weltkriegs befehligte er die 13. SS-Eisenbahn-Baubrigade (13. SS-E-BB).

## Leben

### Ausbildung
Bernhard Kuiper erlernte den Beruf eines Bau- und Möbeltischlers. Seine ersten selbständigen Tätigkeiten verrichtete er in Ostfriesland und als Zimmermann auf Baustellen auf der Rundreise in Deutschland. An der Höheren Lehranstalt für Hoch- und Tiefbau in Eckernförde studierte er von 1929 bis 1932. Während seines Studiums vertiefte er seine Kenntnisse und Fähigkeiten an verschiedenen Orten in Holland und in der Schweiz, auch als Hilfsarchitekt. In der zweiten Jahreshälfte des Jahres 1932 fand er nach kurzer Arbeitslosigkeit eine Beschäftigung beim Stadtbauamt Papenburg. Weiter arbeitete er beim Freiwilligen Arbeitsdienst mit.

### Eintritt in die NSDAP, Bauplanung für das KZ Esterwegen
Im Mai 1933 wurde Kuiper in Papenburg als Stadtbautechniker beschäftigt. In seinen Aufzeichnungen behauptete er, dass er an mehr als 800 Bauobjekten mitgearbeitet habe, darunter an einer Siedlung am Stadtrand im Umfang von vierzig Häusern. Schon kurz nach der „Machtergreifung“ der Nationalsozialisten trat er in die SA ein, was ihm aber nicht zusagte. Trotzdem trat er zum 1. April 1933 auch in die NSDAP ein (Mitgliedsnummer 1.598.891) und schrieb Berichte für NS-Zeitungen.
Theodor Eicke, der Inspekteur der Konzentrationslager, forderte ihn im August 1934 für das KZ Esterwegen an, wo er an der technischen und kaufmännischen Bearbeitung der Bauvorhaben beteiligt wurde. Nach seinen Entwürfen legten Häftlinge u. a. einen Park mit Teich an, bauten ein Schwimmbad und ein repräsentatives Haupttor. Der KZ-Kommandant Karl Otto Koch widmete ihm in seinem Fotoalbum ein Bild von Kuiper mit der Beschriftung Der Lagerarchitekt in Erinnerung daran, wie Kuiper seit dem 1. September 1934 in zwanzig Monaten Bautätigkeit das KZ neu gestaltete. Am 15. Oktober 1934 wurde er Mitglied der SS (Mitgliedsnummer 270.571).

### Planungen für das KZ Sachsenhausen
Am 15. Juni 1936 wurde Kuiper zum KZ Columbia versetzt, wo er sich weiterhin mit den Planungen zum Bau des KZ Sachsenhausen befasste. Kuiper ging es um „eine an die Idyllik der Gartenarchitektur angelehnte ästhetische Signatur, die zu seinem Zweck in einem frappanten Gegensatz steht“. Seine Pläne gefielen Eicke so sehr, dass er auf dessen Vorschlag zum SS-Untersturmführer befördert wurde. Für die Vorarbeiten für das KZ Sachsenhausen kam er nach Oranienburg, später richtete er ein Büro unmittelbar auf dem Gelände des KZs ein. Dort leitete er als Bauführer den Geschäftsverkehr mit den 135 am Bau beschäftigten Firmen. U.a. war er für die Rechnungslegung der Bauvorhaben verantwortlich. In seinem Lebenslauf vom 27. Oktober 1937 schrieb er voll Stolz über seine dortige Arbeitsleistung:
„Das Konzentrationslager Sachsenhausen ist bis heute das modernste, schönste und größte Lager dieser Art im Deutschen Reich und war ich im Auftrag der Geheimen Staatspolizei – Inspektion der Konzentrationslager – als Leiter der Bauabteilung der I. K.L. bis zum 25. März tätig.“

### Dienstzeugnis und SD-Tätigkeit
Schon vor der Fertigstellung der Aufgaben Kuipers im KZ Sachsenhausen kam es – aus noch nicht bekannten Gründen – zu Spannungen zwischen Kuiper und SS-Mitgliedern. Infolgedessen übernahm ab November 1936 der Architekt Robert Riedl die dortigen Arbeiten. Dieses Zerwürfnis mit der SS drückt sich auch im kurzen Dienstzeugnis Eickes vom 30. April 1937 über Kuipers Leistungen aus, die Eicke nur als „durchaus zufriedenstellend“ beurteilte. Kuipers dachte aber nicht daran, die SS zu verlassen, sondern diente von Mai 1937 bis August 1939 beim SD.

### Ausbau des KZs Flossenbürg
Beim Staatshochbauamt Lingen fand Kuiper ab dem 1. April  1937 bis März 1938 eine Beschäftigung, wobei er die Bauleitung für die Strafgefangenenlager im Emsland übernahm, darunter das KZ Esterwegen. Danach betätigte er sich als freier Architekt in Papenburg. Im Jahr 1940 nahm er am Krieg gegen Frankreich teil. Im November 1940 wurde er Leiter der Hauptabteilung II C 2 für den Bereich Lazarette und Reviere im Amt Haushalt und Bauten, das von Oswald Pohl geführt wurde und 1942 in das SS-Wirtschaftsverwaltungshauptamt überführt wurde. Am 12. November 1940 unterbreitete Kuiper Pohl eine Konzeption für den Umbau des KZ Flossenbürg. Seine Planungen umfassten ein Lager zur festen Unterbringung der SS-Totenkopfverbände und ein Lager für 8000 bis 9000 Gefangene. Bei Pohl stieß diese erhebliche Erweiterung des KZ auf Ablehnung, obwohl er eine Erweiterung des KZ wegen der größeren Gefangenenzahlen für notwendig hielt.

### Generalgouvernement, Ukraine und SS-Eisenbahn-Baubrigade
An der Technischen Hochschule in Berlin absolvierte Kuiper von 1941 bis 1942 ein Zusatzstudium, ohne seine Betätigung als Bauleiter der SS aufzugeben. Danach verrichtete er verschiedene Bauleistungen für die Waffen-SS und die im Generalgouvernement stationierte deutsche Polizei. Am 30. Januar 1943 erfolgte seine Beförderung zum SS-Obersturmführer. Im gleichen Jahr übernahm er im Reichskommissariat Ukraine die SS-Bauleitung „Hegewald“. In der ersten Jahreshälfte 1944 wurde er im Protektorat Böhmen und Mähren bei der dortigen Bauinspektion eingesetzt. Am 11. November 1944 erhielt er das Kommando über die neu aufzustellende 13. SS-Eisenbahn-Baubrigade, die aus Häftlingen des KZ Dachau rekrutiert wurde.

### Kriegsende und Freispruch im Entnazifizierungsverfahren
Nach dem Ende der Kämpfe im Mai 1945 geriet Kuiper in Gefangenschaft, in der er bis August 1945 verblieb. Es folgte ein Internierung in einem Lager bis zum 5. März 1948. Als er im Entnazifizierungsverfahren 1948 über seine Kenntnisse der KZ-Lager befragt wurde, leugnete er jede besonderen Kenntnisse über die inneren Verhältnisse der Lager. Auch behauptete er, dass er als Architekt zu den Arbeiten gezwungen gewesen wäre und dass er aus der SS hätte austreten wollen. Sein Kommando über die 13. SS-E-BB verschwieg er. Das Gericht in Bergedorf folgte bereitwillig seinen Ausführungen und sprach ihn am 29. Oktober 1948 frei.